# 지방도 제715호선
지방도 제715호선은 전북특별자치도 순창군 쌍치면 금평리에서 정읍시를 거쳐 김제시 금산면 금성리를 잇는 전북특별자치도의 지방도이다.
정읍시 산외면 상두리부터 김제시 금산면 금성리 구간은 임도 형태로만 존재하며 도로가 개설되지 않았다.

## 연혁
- 2015년 9월 11일 : 도원 ~ 민하간 도로 확포장공사로 인해 정읍시 산외면 정량리 1.66 km 구간 도로구역 변경[1]
- 2016년 12월 10일 : 도원 ~ 민하간 도로(정읍시 산외면 정량리) 1.68km 구간 확장 개통[2][3]

## 주요 경유지
- 순창군
  - 쌍치면 금평리 - 쌍치사거리 - 쌍계리 - 용전리 - 금성교 - 금성리 - 오봉리
- 정읍시
  - 산내면 매죽교 - 매죽2교 - 매죽리 - 산내사거리 - 산내면사무소 - 능교리 - 예덕리 - 두월리
  - 산외면 목욕리 - 종산교 - 종산삼거리 - 종산리 - 민하2교 - 민하1교 - 정량리 - 산외사거리 - 산외 교차로 - 도원 교차로 - 화죽2교 - 사가 교차로 - 화죽교 - 참시내교 - 상두리 - (미개통 구간 : 상두리)
- 김제시
  - 금산면 (미개통 구간 : 금성리)

## 중복 구간
- 순창군 쌍치면 금평리 ~ 쌍치사거리 : 국도 제21호선과 중복
- 순창군 쌍치면 금평리 ~ 정읍시 산내면 산내사거리 : 국가지원지방도 제55호선과 중복
- 정읍시 산외면 산외 교차로 ~ 사가 교차로 : 국가지원지방도 제49호선, 국가지원지방도 제55호선과 중복

## 도로명
- 순창군 쌍치면 금평리 ~ 정읍시 산외면 종산삼거리 : 청정로
- 정읍시 산외면 종산삼거리 ~ 산외 교차로 : 종운로
- 정읍시 산외면 산외 교차로 ~ 사가 교차로 : 산외로
- 정읍시 산외면 사가 교차로 ~ 상두리 : 상두2길
- 김제시 금산면 금성리 : 수류6길